# Середній Ядикбеляк
Середній Ядикбеля́к (рос. Средний Ядыкбеляк, марій. Оскансола) — присілок у складі Новотор'яльського району Марій Ел, Росія. Входить до складу Старотор'яльського сільського поселення.

## Населення
Населення — 13 осіб (2010; 22 у 2002).
Національний склад (станом на 2002 рік):
- лучні марійці — 95 %